# Patocràcia
La patocràcia (del grec πάτος, "malaltia" i κράτος, "poder") és una forma de govern en el que persones amb transtorns de personalitat es fan amb el poder. Aquest concepte fou encunyat per l'estudiós social polonès Andrej M. Łobaczewski a mitjans del segle xx, en la seua obra Political Ponerology: The Science of Evil, Psychopathy, and the Origins of Totalitarianism.
Łobaczewski va estudiar com els psicòpates influeixen en l'avanç de la injustícia social i com obren el camí al poder. Aquest psiquiatra polonès també va encunyar el terme ponerología, que s'entén com l'estudi interdisciplinari de les causes dels períodes d'injustícia social, on el psicòpata és un factor clau. Aquesta caracterització utilitza dades de psicologia, sociologia, filosofia i història per abordar fenòmens com les guerres agressives, la depuració ètnica, el democidi, el genocidi i el terrorisme.
Segons la seua teoria, la patocràcia és la fase degenerativa i terminal d'un cicle ponerològic. Aquest procés va durar diverses dècades (fins a 70 anys aproximadament), en les quals, seguint la fase de creixement del benestar moral i/o material d'una societat civil (especialment a nivell nacional), a causa de la posterior relaxació dels costums socials i dels valors ètics/morals, alguns subjectes afectats per psicopatia, assistits per subjectes associats, pateixen al seu torn un trastorn de la personalitat de tipus antisocial. Aquest fet desencadena a nivell macrosocial en un procés sociopsicològicament desviat, que acaba implicant tota la societat, perjudicant-la greument.
En l'etapa terminal del cicle ponerològic els subjectes psicològicament, èticament i moralment més sans, per autoimmunitat o immunitat adquirida a partir d'exposicions prèvies, de forma espontània i inconscient, procedeixen a la creació de xarxes sobre una base empàtica. D'aquesta manera, progressivament recondueixen tota la societat cap a actituds col·laboratives, en anàlisis regeneratives finals, iniciant posteriorment el nou cicle.
"Ponerologia política" és el terme escollit per distingir-la de la ponerologia teològica.

## Característiques
- Desigualtat extrema entre els més rics i els més pobres.

- Mitjans controlats, concentrats, esbiaixats i/o dominats per la propaganda.
- Corrupció generalitzada.
- Supressió de l'individualisme i promoció d'un "sentit comú" alineat als interessos del poder.
- Empobriment de l'art i la cultura en general.
- L'empobriment dels valors morals, una estructura social basada en l'interès propi més que en l'altruisme.
- Ideologia fanàtica; sovint és una forma corrupta d'una ideologia vàlida viable que es perverteix en una forma patològica, que s'assembla poc a la substància de l'original.
- Intolerància i sospita de qualsevol persona que sigui diferent o que no estigui d'acord amb l'estat.
- Control centralitzat.
- Activitats encobertes dins del govern, i vigilància de la població en general. (En contrast, una societat saludable tindria processos de govern transparents i respecte per la privacitat dels ciutadans individuals).
- Govern paranoic.
- Legislació excessiva, arbitrària, injusta i inflexible. El poder de decisió es redueix/elimina de la vida dels ciutadans comuns.
- Una actitud d'hipocresia i menyspreu mostrada per les accions de la classe dirigent cap als ideals que diuen seguir, i cap als ciutadans que diuen representar.
- Ús endèmic de raonaments psicològics corruptes, com ara paramoralismes, pensaments mal representats i llenguatge evasiu i ambigu.
- Govern per la força o la por per força
- Les persones es consideren com un "recurs" per a ser explotat (d'aquí el terme "recursos humans"), no com a individus amb un valor humà intrínsec.
- La vida espiritual està restringida a esquemes inflexibles i d'adoctrinament. Qualsevol que intenti anar més enllà d'aquests límits és considerat heretge o dement i, per tant, perillós.
- Les divisions arbitràries de la població (classe, ètnia, credo) s'encenen en conflicte entre si.
- Supressió de la llibertat d'expressió, debat públic, manifestació, protesta, etc.
- Violació dels drets humans bàsics, com ara: restricció o negació de les necessitats bàsiques de la vida, com aliments, aigua, refugi; detencions sense càrrecs; tortura i abús; treball esclau.